# Liste der Bodendenkmale in Cappeln (Oldenburg)
In der Liste der Bodendenkmale in Cappeln sind die Bodendenkmale der niedersächsischen Gemeinde Cappeln (Oldenburg) aufgeführt. Die Quelle ist der Denkmalatlas Niedersachsen.
- Bitte beachten Sie, dass diese Liste keinen Anspruch auf Vollständigkeit erhebt.
- Die Angaben ersetzen nicht die rechtsverbindliche Auskunft der zuständigen Denkmalschutzbehörde.
- Es sind nur Daten aus dem Denkmalatlas verarbeitet.
- Der Stand der Liste ist der 17. April 2025.

Cappeln (Oldenburg) im Landkreis Cloppenburg

## Allgemein
In den Spalten finden sich folgende Informationen des Bodendenkmales:
| Lage         | geographische Koordinaten                                                           |
| Bezeichnung  | Bezeichnung lt. Denkmalatlas                                                        |
| Beschreibung | Beschreibung lt. Denkmalatlas                                                       |
| ID           | Objekt-ID                                                                           |
| Bild         | Bild, ggf. zusätzlich mit Link zu weiteren Fotos im Medienarchiv Wikimedia Commons. |

## Cappeln
| Lage                       | Bezeichnung              | Beschreibung | ID       | Bild |
| -------------------------- | ------------------------ | --- | -------- | ---- |
| 52° 46′ 46″ N, 8° 2′ 38″ O | Cappeln 5, Quatmannsburg | Die Quatmannsburg ist die am besten erhaltene und eindrucksvollste früh- bis hochmittelalterliche Burganlage des Landkreises Cloppenburg. Die Neuvermessung 2008 ergab: Hauptteil der Burg ist ein Rundwall von 90 – 100 m Dm. Wall bis zu 2 m hoch und bis zu 22 m breit. Der ursprüngliche Eingang lag im NW. Auffällig sind zwei Annexwälle im NW und SO, die den Anschluss zur schützenden Bachniederung herstellen. Ein gemeinsamer Graben (ca. 10 m breit, 0,5 m tief) liegt vor den Annexwällen und dem Hauptburgwall im S und O. Nördl. und westl. des Hauptwalles im Schutze der Annexwälle fehlt ein Graben. Ein weiterer bogenförmiger Wall von 600 m L. mit Graben verläuft in 50-150 m Abstand von der Hauptburg. Er sollte die Annäherung von der Geest behindern. Zwischen 1903 und 1905 wurde er weitgehend eingeebnet. | 28945400 |      |
| 52° 46′ 13″ N, 8° 6′ 29″ O | Cappeln 8, Landwehr      | Die Elster Landwehr bildet einen Teilabschnitt eines größeren Landwehrsystems, das sich unter guter Ausnutzung der natürlichen Geländebedingungen vom S-Rand des Garreler Moores bis Lager Hase im S erstreckte. Von der Elster Landwehr ist in der Gemarkung Cappeln nur noch ein Abschnitt von ca. 120 m Länge im Süden erhalten. Ein Wall von bis zu 5 m Breite und ca. 0,8 m Höhe, der durch Einkuhlungen gestört ist, sowie um einen westlich vorgelagerten Graben. Graben-Br. ca. 6 m; T. ca. 0,6 m, verschlammt. - Teilstück ID: 36179105 | 28951923 | BW   |